# Argentinischer Kampfuchs
Der Argentinische Kampfuchs (Lycalopex griseus, Syn.: Pseudalopex griseus), auch Patagonischer Fuchs, Grauer Andenfuchs oder Chilla genannt, tritt in den Ebenen der Pampas, in einigen Wüsten und niedrigen Bergen Südamerikas auf. Er gehört zu den Echten Hunden.

## Taxonomie
Der Argentinische Kampfuchs wird mit fünf anderen Arten in der Gattung Lycalopex geführt. Die verwandtschaftlichen Verhältnisse innerhalb der Gattung und zu anderen südamerikanischen Wildhunden sind noch nicht vollständig erforscht. Früher wurde z. B. der Darwin-Fuchs (Lycalopex fulvipes) als Unterart oder Inselpopulation des Argentinischen Kampfuchses angesehen. Einzelne genetische Studien lassen vermuten, dass die Art mit dem Pampasfuchs (Lycalopex gymnocercus) identisch ist.
Die verschiedenen Veröffentlichungen unterscheiden zwischen keinen und bis vier Unterarten:
- L.g.maullinicus Nordchile (I bis IX Region)
- L.g.domeykoanus Argentinien und Chile (VIII bis XI Region)
- L.g.griseus südwestliches Verbreitungsgebiet in Argentinien
- L.g.gracillis monteswüste in Argentinien.

Hybridisierung in den Überlappungsgebieten ist recht häufig.

## Merkmale
Erwachsene Tiere erreichen eine Kopf-Rumpf-Länge von 50 bis 66 cm, zu der ein 12 bis 35 cm langer Schwanz kommt. Das Gewicht variiert zwischen 2,5 und 4,0 kg. Im äußeren Erscheinungsbild ähnelt die Art den eigentlichen Füchsen (Vulpes), fällt aber durch seine erstaunlich großen, 7,5 bis 8,0 cm langen Ohren auf. Die Pelzfarbe variiert zwischen hellgrau und hellbraun, wobei die Unterseite heller ist. Die Zahnformel ist 3/3-1/1-4/4-2/3=42.

## Verbreitung

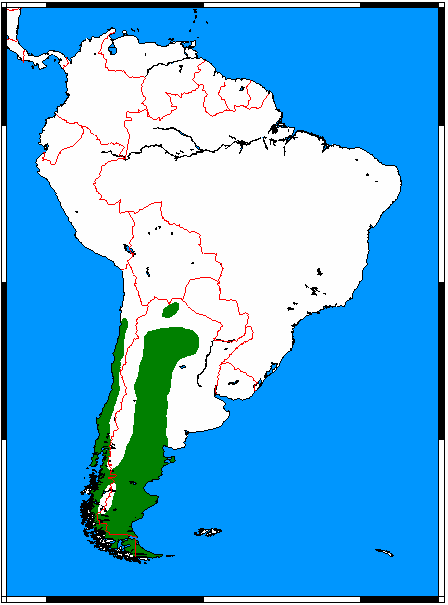
Geographisches Verbreitungsgebiet

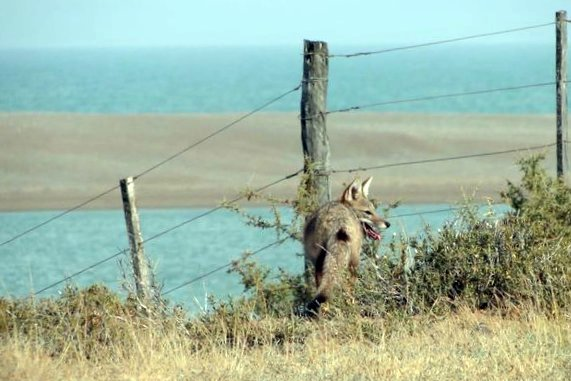
Argentinischer Kampfuchs auf der Halbinsel Valdes (Argentinien)

Der Argentinische Kampfuchs ist auf beiden Seiten der Anden in Chile und Argentinien verbreitet, Meldungen über Vorkommen in Peru gelten als unsicher. Im Norden erreicht er etwa 17° südlicher Breite.  Die Klimatischen Bedingungen im Verbreitungsgebiet sind sehr unterschiedlich, so auch in der Atacamawüste von Chile, mit weniger als 2 mm Regen im Jahr und einer mittleren Jahrestemperatur von 22 °C, aber auch in feuchten, südlichen Regenwäldern mit 2000 mm Niederschlag (mittlere Jahrestemperatur 12 °C) aber auch in offenen, trockenen Landschaften wie Steppen, Pampas und nicht zu trockenem Buschland (Matorral), kommt aber auch in Wäldern vor sowie auf Feuerland, wo die mittlere Jahrestemperatur etwa 7 °C beträgt. Man findet ihn oft in tieferen Lagen als den Andenschakal (Lycalopex culpaeus). Es wurden jedoch schon Exemplare in 4.000 Meter Höhe gesichtet.
Der Argentinische Kampfuchs wurde in einigen Regionen Südamerikas gezielt eingeführt. So setzte man ihn 1951 in Feuerland aus, um der dort herrschenden Kaninchenplage Herr zu werden. Die Einführung dieser Art wirkte sich allerdings negativ auf den Bestand der Rotkopfgans aus. Diese zu den Halbgänsen zählende Art ist die seltenste unter den Spiegelgänsen. Ihr Bestandsrückgang wird unter anderem auf die Ausbreitung des Argentinischen Kampfuchses zurückgeführt.

## Lebensweise
Dieser Wildhund ernährt sich von kleineren Säugetieren, Vögeln, Insekten und Reptilien, die er am Boden überrascht. Er frisst auch Früchte sowie Aas und reißt gelegentlich Lämmer. Bei den Früchten kommen die Arten Prosopanche americana, Cryptocarya alba und Lithraea caustica verstärkt als Nahrungsquellen vor. Das Verhalten bei der Nahrungssuche ist vom Beutetier oder der Pflanzenart abhängig. Meist jagen die Tiere allein, doch gelegentlich wurden auch 4 bis 5 Exemplare gemeinsam bei der Jagd beobachtet. Hier handelte es sich vermutlich um ein Elternpaar mit dem fast ausgewachsenen Nachwuchs. Die Jagd erfolgt meist in der Nacht, doch wenn die meisten Beutetiere am Tag aktiv sind, kann sich der Argentinische Kampfuchs anpassen.

## Fortpflanzung
Es wird angenommen, dass beide Geschlechter etwa mit einem Jahr geschlechtsreif werden. Männchen und Weibchen bilden meist monogame Paare, die sich außerhalb der Paarungszeit selten treffen. Manchmal hilft ein weiteres Weibchen bei der Jungtieraufzucht und selten paart sich ein Männchen mit zwei Weibchen. Gewöhnlich haben die Paare 0,2 bis 2,9 km² große Reviere, die gegen fremde Artgenossen verteidigt werden.
Allgemein erfolgt die Paarung im August und September. Nach einer Trächtigkeit von 53 bis 58 Tagen werden im Oktober vier bis sechs Junge geboren. Die Geburt findet in einem Unterschlupf statt, der nicht selbst gegraben wird, sondern ein natürlicher Hohlraum oder eine durch Menschen geschaffene Anlage, wie ein Durchlass unter einem Weg ist. Die ersten drei bis vier Tage nach der Geburt bleibt das Weibchen im Bau und erhält Nahrung vom Männchen. Danach werden die Jungtiere etwa paritätisch von beiden Geschlechtern betreut. Nach etwa einem Monat macht der Nachwuchs kurze Ausflüge und nach fünf bis sechs Monaten werden die Eltern verlassen. Die Geschlechtsreife tritt vermutlich nach einem Jahr ein, doch dieser Wert ist nicht gesichert.
Argentinische Kampfüchse haben eigentlich keine natürlichen Feinde, nur in Einzelfällen wurden Exemplare von Pumas und Andenschakalen getötet.
Das Durchschnittsalter in der Natur ist unbekannt, Tiere im Zoo von Santiago de Chile (Zoológico Nacional de Chile) wurden etwa fünf Jahre alt.

## Argentinischer Kampfuchs und Menschen
Da dieser Wildhund von Bauern als Räuber von kleineren Haustieren angesehen wird, wird er geschossen oder in Fallen gefangen. Bis in die 1980er Jahre gab es eine umfassende Jagd auf die Art als Pelztier. In älteren Berichten ist die Rede von 700.000 bis 1.200.000 Kampfuchsfellen, die zwischen 1976 und 1979 für etwa 39 US-Dollar pro Stück verkauft wurden. Es ist jedoch unklar, ob bei diesen Angaben übertrieben wurde oder ob dabei auch andere südamerikanische Wildhunde eingerechnet wurden. Bis 1986 sank der Export auf etwa 100.000 bis 300.000 Felle pro Jahr, die hauptsächlich nach Deutschland gelangten. Um 1990 lag der Export bei etwa 33.000 Fellen. Danach gab es wieder eine leichte Zunahme aufgrund gesteigerter Nachfrage aus Russland. Auch für die letzten Werte gilt, dass sie teilweise andere Arten der Gattung Lycalopex betreffen.
Die IUCN betrachtet den Gesamtbestand der Art als stabil und listet den Argentinischen Kampfuchs, auch wegen des großen Verbreitungsgebiets, als „nicht gefährdet“ (Least Concern). Allerdings ist er in den argentinischen Provinzen Mendoza, Entre Rios, Catamarca und San Luis gesetzlich geschützt, ebenso die Bestände in Chile, ausgenommen Feuerland.